# Populærkultur
Populærkultur, eller popkultur, er en fællesbetegnelse for kulturelle genre, udtryk og områder som har vid udbredelse og stor popularitet, for eksempel pop- og rockmusik, kiosklitteratur, ugeblade, tegneserier, film og tv, computerspil og internet. Populærkultur står særlig stærkt blandt ungdommen.
Ordet «populærkultur» bruges ofte synonymt med begreber som underholdningskultur, massekultur, breddekultur, almenkultur, mainstreamkultur, vulgærkultur og lavkultur. Begrebet står ofte i kontrast til «seriøs» og smal finkultur eller elitekultur, for eksempel i form af klassisk musik, abstrakt billedkunst, avantgardisme, modernisme og anden eksperimenterende og mere udfordrende kunst. Grænserne mellem den banale vulgærkultur, det vil sige det hverdagslige og folkelige, og den højværdige elitekultur er alligevel flydende, og de kulturelle udtryk går meget ofte over i og låner træk fra hinanden.
Ordet «populær» stammer fra det latinske populus som betyder «folk». Det som er populært, er det som godt kan lides af mange, som er normalt, udbredt og begribeligt for flest folk. Det gælder netop populærkulturen.

## Kendetegn
Populærkultur kendetegnes af en let tilgængelig, genkendelig og forståelig form. Elementerne er enkle og følger faste formler og opskrifter og består ofte af velkendte clicheer. Indholdet og budskabet skal i første række underholde og behage publikum, ikke problematisere og kræve for meget anstrengelse, men være ufarlig humoristisk, overdrevent følelsesladet eller bare æstetisk tiltalende.
Populærkulturen er oftere styret af kommercielle kræfter som skal tjene penge på kulturen, enten det er rene reklameudtryk eller for eksempel genrefilm og -litteratur som gyserfilmer, romantiske komedier, dameromaner og krimier.
Populækulturen følger populære trender i samtiden og har meget ofte taget nye medier og udtryk i brug for at nå masserne. Det gælder blandt andet illustrerede ugeblader, tegneserier, film, radio, tv, jazz, pop, rock og internet, medier og genre som alle er blevet anklaget for at være ensidig underholdende, fordummende og moralsk skadeligt. Dette gør også populærkulturen mere modepræget end den traditionelle, seriøse kultur. Samtidig har den frie, uafhængige og udprøvende kunst fra slutningen af 1800'erne i større grad udfordret og provokeret publikum. God og dårlig kvalitet hænger altså sjældent sammen med genre, form eller popularitet, men bliver i stedet bestemt af udførelsen og håndværket, af kreativitet, originalitet og evnen til at overraske og berige publikum med nye og stærke oplevelser.

## Populærkultur og elitekultur
Hvad, der regnes som populærkultur, forklares ofte ved hjælp af modsætninger. Et eksempel er film versus teater, hvor teatret ofte bliver set på som «finere» end masseformen film. Et andet eksempel er klassisk musik versus popmusik. De sidste år har det imidlertid sket en tilnærmelse mellem den elitære kultur for indviede kendere og den vulgære, det vil sige folkelige, massekulturen. Populærkulturen har derfor fået højere anseelse og mere opmærksomhed, også i akademiske miljøer.
Ændringerne i synet på populærkulturen skyldes blandt andet det klassedelte samfund, hvor hver samfundsgruppe kan have tydelige adskilte kulturudtryk, og at traditionelt lavere samfundsklasser har fået højere status. I England har for eksempel overklassen egne moder og vaner som er helt forskellige fra arbejderklassens fodbold-, pub- og tv-interesser. Samtidig har mainstreamkulturen, altså de kulturelle hovedstrømme, fået øget udbredelse ved hjælp a moderne og stadig mere effektive massemedier. Populærkulturen er dermed blevet globaliseret, det vil sige mere international, ensrettet og lige i store dele af verden. Moderne og trends'ene er samtidig skiftet, og det som før var populær folkekultur, f.eks. folkeviser, Shakespeares dramatik eller italienske operaer, kan i dag blive set på som akademisk, gammeldags og museumsagtig finkultur.